# Machaerium stygium
Machaerium stygium är en ärtväxtart som beskrevs av Carl Lindman. Machaerium stygium ingår i släktet Machaerium och familjen ärtväxter. Inga underarter finns listade i Catalogue of Life.